# هسيه شو يينغ
هسيه شو يينغ (بالصينية: 謝淑映) مواليد 23 يوليو 1993 في كاوهسيونغ، هي لاعبة كرة مضرب تايوانية بدأت مسيرتها كمحترفة سنة 2012 تلعب باليد اليمنى. أعلى تصنيف لها في الفردي كان المركز الـ 830 في سنة 2012. أعلى تصنيف لها في الزوجي كان 134.

## النهائيات

### الزوجي: 8 (3-5)
| الحصيلة | الرقم | التاريخ        | الدورة                   | الأرضية | الشريك        | المنافس                          | النتيجة               |
| ------- | ----- | -------------- | ------------------------ | ------- | ------------- | -------------------------------- | --------------------- |
| الوصافة | 1.    | 29 أكتوبر 2007 | مقاطعة تاويوان، تايوان   | صلبة    | هيش سو وي     | تشان هاو تشينغ تشان ينغ جان      | 1–6, 6–2, [12–14]     |
| الوصافة | 2.    | 13 يونيو 2011  | تايبيه، تايوان           | صلبة    | خوان تينغ فاي | تشان تشين وي كاو يوان شاو        | 1–6, 5–7              |
| الوصافة | 3.    | 6 فبراير 2012  | لاونسستون، أستراليا      | صلبة    | تشينغ سيساي   | كوتومي تاكاهاتا شاكو أوياما      | 4–6, 4–6              |
| الفوز   | 4.    | 9 أبريل 2012   | نشان، الصين              | صلبة    | هيش سو وي     | ليو زانتيج شو يفيان              | 6–3, 6–2              |
| الفوز   | 5.    | 21 مايو 2012   | كارويزاوا، اليابان       | عشبية   | كوميكو إيجيما | سامانثا موراي إميلي ويبلي سميث   | 3–6, 7–6, [10–1]      |
| الوصافة | 6.    | 2 ديسمبر 2013  | هونغ كونغ                | صلبة    | يانغ شيا هسين | هونغ سونغ-يون لي هاي مين         | 1–6, 6–7              |
| الفوز   | 7.    | 24 مارس 2014   | أوسبري، الولايات المتحدة | ترابية  | ريكا فوجيوارا | إيرينا فالكوني إيفا هردينوفا     | 6–3, 6–7(5–7), [10–4] |
| الوصافة | 8.    | 28 أبريل 2014  | جيفو، اليابان            | صلبة    | ميساكي دوي    | جارملا غاجدوسوفا أرينا روديونوفا | 3–6, 3–6              |

## روابط خارجية
- هسيه شو يينغ على موقع رابطة محترفات التنس (الإنجليزية)
- هسيه شو يينغ على موقع الاتحاد الدولي لكرة المضرب (الإنجليزية)
- هسيه شو يينغ على موقع خلاصة التنس.كوم (الإنجليزية)
- هسيه شو يينغ على موقع أوليمبيديا (الإنجليزية)